# Stadtarchiv Völklingen
Das Stadtarchiv Völklingen ist das Archiv der Mittelstadt Völklingen. In der Stadtverwaltung Völklingen ist es dem Fachbereich 2: Wirtschaft, Kultur und Soziales angegliedert und gehört dort zum Fachdienst 21: VHS, Kultur, Sport, Archiv und Stadtbibliothek.
Als Rechtsgrundlagen des Archivs dienen das Saarländische Archivgesetz vom 23. September 1992 sowie die Satzung für das Archiv der Stadt Völklingen vom 25. November 2009.

## Geschichte
Für Völklingen, das erst 1937 zur Stadt erhoben wurde, lässt sich für das 18. Jahrhundert eine Archivkiste nachweisen. Im 19. Jahrhundert verwahrten die Bürgermeister der Bürgermeisterei Völklingen die rechtlich relevanten und bedeutsamen Schriftstücke bei sich in Reposituren auf. Eine zentrale Archivablage wurde erst 1876 mit dem Neubau des Gemeindehauses eingerichtet. Bis in die 1930er Jahre wurden die Altakten im heutigen Alten Rathaus aufbewahrt. 1938 erfolgte ein Umzug in die nahegelegene Volksschule in der damaligen Dietrich-Eckart-Straße (heute Alte Schulstraße). Nach Ende des Zweiten Weltkrieges kehrten die Archivunterlagen wieder in das Alte Rathaus zurück, wobei 1948 bis 1950 erstmals eine Erfassung der Bestände erfolgte. Mit dem Umzug der Stadtverwaltung in das neuerbaute Rathaus am Rathausplatz wurde auch das Stadtarchiv 1970 dorthin verlagert. 1992 wanderten große Teile der älteren Archivbestände in die Waldschule am Hasseleich im Stadtteil Fürstenhausen. Von 2006 bis 2018 war das Stadtarchiv im Alten Bahnhof der Stadt Völklingen untergebracht. Seit 2018 befindet es sich wieder im Völklinger Neuen Rathaus.

## Bestände
Das Stadtarchiv ist verantwortlich für die Überlieferung der Stadt Völklingen (Stadtteile Fenne, Fürstenhausen, Geislautern, Heidstock, Lauterbach, Ludweiler, Luisenthal, Röchling-Höhe, Völklingen Stadtmitte, Wehrden) bzw. des vor der Stadtwerdung im Jahr 1937 bestehenden Bürgermeistereibezirks Völklingen (Gemeinden Fürstenhausen, Geislautern, Völklingen, Wehrden). Auch einzelne Unterlagen der Gemeinde Püttlingen, die 1816 bis 1868 ebenfalls zu diesem Verwaltungsbezirk zählte, sind vorhanden. Das Stadtarchiv verwahrt außerdem die historischen Unterlagen des 1974 aufgelösten Amts Ludweiler (Dorf im Warndt, Emmersweiler, Großrosseln (bis 1964), Karlsbrunn, Lauterbach, Ludweiler, Naßweiler, St. Nikolaus) und dessen Vorgängerinstitutionen.
Für die Familienforschung stehen unter anderem einige Kirchenbücher sowie über 500 Zivil- und Personenstandsregister der Standesämter Völklingen, Ludweiler und Großrosseln zur Verfügung.
Das Stadtarchiv sammelt zudem Material, das die Verwaltungsunterlagen ergänzt und zur Erweiterung der Darstellung der Völklinger Stadtgeschichte beiträgt. Hierzu zählen etwa Nachlässe und Sammlungen von Personen oder von Vereinen (u. a. Rotary Club Völklingen, Casino-Gesellschaft Völklingen, Günther Theis, Luitwin Bies). Das Sammlungsgut des Stadtarchivs umfasst neben Karten, Plänen, Plakaten und Fotos auch umfangreiche Zeitungsbestände mit Ausgaben der ehemaligen Lokalzeitungen Völklinger Zeitung, Völklinger Volksfreund und Völklinger Nachrichten.
Des Weiteren verfügt das Archiv über eine Präsenzbibliothek mit regionalen, ortsgeschichtlichen Büchern und Zeitschriften sowie Titeln, die außerhalb des Buchhandels erschienen sind, sogenannter „grauer Literatur“ (z. B. Festschriften), allgemeinen Darstellungen zur deutschen und saarländischen Geschichte und archivwissenschaftliche Literatur.

## Veröffentlichungen
Von 2007 bis 2010 erschienen in der vom Stadtarchiv Völklingen herausgegebenen Reihe „Völklinger Schätze“ sieben Hefte, die jeweils in knapper Form ein Thema der Völklinger Stadtgeschichte darstellen. Seit 2015 gibt das Stadtarchiv die Buchreihe „Fulcolingas“ heraus.